# Richard A. Whiting
Richard A. Whiting, född 12 november 1891 i Peoria, Illinois, död 10 februari 1938 i Beverly Hills, Kalifornien, var en amerikansk kompositör. 
Whiting studerade vid Harvard Military School i Los Angeles, Kalifornien. Efter sin examen började han en karriär som redaktionsskrivare för olika musikutgivare. 1912 blev han personlig manager. 
1919 flyttade han till Hollywood och skrev ett antal filmmusikverk. Han skrev musik och samarbetade med textförfattare som BG DeSylva, Ray Egan, Johnny Mercer, Neil Moret, Leo Robin, Gus Kahn och Sidney Clare. Han skrev även musik för några Broadwaypjäser.
Han var far till sångaren/skådespelaren Margaret Whiting och skådespelaren Barbara Whiting Smith. 
Han dog av hjärtinfarkt, 46 år gammal.